# Peter Ljunggren
Peter Ljunggren, även känd som Peter Youngren, född 6 oktober 1954 i Norra Sandsjö församling i Jönköpings län, svensk-kanadensisk världsevangelist och tv-predikant. 
Peter Ljunggren är son till Jonas Otto August Ljunggren (1928–1990) och Ingrid Iréne Dreier (1929–2010) samt dotterson till missionären Wilhelm Dreier. Som barn har han bott i Solberga utanför Nässjö.
Ljunggren bor i Kanada, och har bedrivit kampanjer i många muslimska länder, bland andra Indonesien, Indien, Pakistan, Rwanda, Tanzania, Kuba med flera. Som verksam i Toronto. leder han i dag (2015) församlingen International Celebration Church.
2006 författade han en bok som heter Mina muslimska vänner (finns på engelska: My muslim friends), där han bland annat påstår att Koranen uppmuntrar muslimerna att utforska evangeliet, samt att Koranen inte förnekar korsfästelsen. I den kritiserar han skarpt kristna som talar mot Islam, i att det är något som varken Jesus eller Paulus brukade sysselsätta sig med.[källa behövs]
Peter Ljunggren gifte sig tredje gången 2011.